# اندرو مایکل هریسون
اندرو مایکل هریسون (انگلیسی: Andrew Harrison؛ زادهٔ ۲۸ اکتبر ۱۹۹۴) بازیکن بسکتبال اهل ایالات متحده آمریکا است.
از باشگاه‌هایی که در آن بازی کرده‌است می‌توان به بسکتبال مردان کنتاکی وایلدکتز اشاره کرد.